# Ceguilla
Ceguilla es una localidad perteneciente al municipio de Aldealengua de Pedraza, en la provincia de Segovia, comunidad autónoma de Castilla y León, España. En esta localidad se halla la sede administrativa del municipio.
En 2022 contaba con 50 habitantes.
Fue tras la desaparición de Aldealengua cuando tomó la capitalidad del municipio homónimo.

## Toponimia
Se llama así porque está en el curso alto del río Cega, donde toma el nombre de Ceguilla.

## Demografía
| 43            | 41 | 45 | 51 | 54 | 49 | 45 | 44 | 41 | 42 | 43 | 50 |
| (Fuente: INE) |    |    |    |    |    |    |    |    |    |    |    |

## Cultura

### Patrimonio
- Iglesia de Nuestra Sra. de la Asunción, conocida como la Catedral de la Sierra;
- Cañada Real Soriana Occidental, conocida como Cañada de la Vera de la Sierra.[1]

### Fiestas
- La Cruz de Mayo, el 3 de mayo;
- Nuestra Señora de la Asunción, el 15 de agosto.[1]